# Груди Ангелов
Груди Иванов Ангелов е български офицер, генерал-майор, началник на Военна академия „Г. С. Раковски“ (2016 – 2022).

## Биография
Груди Ангелов е роден на 10 септември 1965 г. в Хасково. През 1983 г. завършва Математическата гимназия в родния си град. От 1983 до 1987 г. учи във ВНВУ „Васил Левски“ във Велико Търново, мотострелкови профил. Военната си служба започва в Симеоновград като командир на мотострелкова взвод (1987 – 1988), рота (1988 – 1991) и началник-щаб на батальон (1991 – 1993) в 49-и мотострелкови полк (МСП), Харманли (началник-щаб на мотострелкови батальон в 22 мотострелкови полк (МСП)-1993-1994). От 1994 до 1996 г. учи във Военната академия в София. В периода 1996 – 2000 е заместник-началник на щаба на 22 МСП – Харманли. От 2000 до 2001 г. е началник на щаба на 49 МСП. Между април и септември 2001 г. е изпълняващ длъжността командир на 49-и мотострелкови полк в Симеоновград. В периода 2001 – 2003 г. служи в Стара Загора като командир на пехотен батальон. През 2003 г. заминава за мисия в Ирак с първия български контингент като заместник национален представител. От 2003 до 2006 г. е командир на 38-и механизиран батальон. През 2007 г. завършва Сухопътния колеж по отбраната на САЩ. След това е назначен за заместник-командир на 9 Бронетанкова бригада в София. Остава на този пост до 2008 г. Между 2008 и 2010 е началник-щаб на 9 Бригаден щаб.
В периода септември 2010 – септември 2013 служи в Обединеното командване на силите на НАТО в Неапол. Там последователно е началник на екип от съветници към НЩ на Обединеното командване на силите (2010-май 2012), началник на отдел „Управление на бизнес-процесите“ (май 2012-февруари 2013), началник на отдел „Доктрини и поуки от практиката“ (февруари-септември 2013). През октомври 2013 г. е назначен за началник на отдел „Бойна подготовка на войските“ в командването на Сухопътните войски. От 26 ноември 2015 г. до 25 ноември 2016 г. е командир на 61-ва Стрямска механизирана бригада.
С указ от 8 ноември 2016 г. е освободен от длъжността командир на 61-ва механизирана бригада, назначен на длъжността началник на Военна академия „Г. С. Раковски“ и удостоен с висше офицерско звание „генерал-майор“. През 2018 г. защитава докторска дисертация на тема „Концептуален модел на системата Държавност-Сигурност“ в Университета по библиотекознание и информационни технологии.
Награждаван е с Награден знак за вярна служба под знамената – ІІІ ст., Медал за принос към НАТО „10 години България в НАТО“ и Награден знак за отлична служба І степен. На 1 март 2022 г. е освободен от длъжността началник на Военна академия „Г. С. Раковски“ и от военна служба, считано от 15 март 2022 г.

## Образование
- Математическа гимназия, Хасково
- ВНВУ „Васил Левски“, мотострелкови профил (1983 – 1987)
- Военна академия „Г.С.Раковски“ (1994 – 1996)
- Сухопътен колеж по отбраната, Карлайл, Пенсилвания, САЩ (2006 – 2007)

## Военни звания
- Лейтенант (1987)
- Старши лейтенант (1990)
- Капитан (1994)
- Майор (1997)
- Подполковник (2000)
- Полковник (2008)
- Бригаден генерал (2015)
- Генерал-майор (8 ноември 2016)

## Награди
- Награден знак за вярна служба под знамената – ІІІ степен (2004)
- „10 години България в НАТО“ медал за принос към НАТО (2013)
- Награден знак за отлична служба І степен (2015)
- Награден знак за вярна служба I степен (2017)
- Награден знак за вярна служба под знамената – I степен (2018)

## Публикации
- 05/K-2018-1.pdf Предизвикателствата пред ЕС и НАТО в контекста на радикализацията, тероризма и миграцията[неработеща препратка]. – В: Сборник от доклади от Международна научна конференция на Военна академия „Г. С. Раковски“ 11 – 12.04.2018 г., Първа част, с. 7 – 15, ISBN 978-619-7478-18-1
- Ангелов, Г., Стойков, М. Стратегически подходи към прегледа на сигурността и отбраната. – В: сп. „Военен журнал“ 1 – 2/2019, с. 5 – 16, ISSN 2534 – 8388.
- Ролята на човешкия фактор за осигуряване на въздушния суверенитет на страната. – В: Сборник доклади от научна конференция „Необходима достатъчност за осигуряване на въздушния суверенитет на България и ролята на човешкия фактор“ на факултет „Национална сигурност и отбрана“ на ВА „Г.С. Раковски“ 2018 г., стр. 5 – 11, ISBN 978-619-7478-10-5.
- Ангелов, Г., Денчев, С. Базова концепция за национална мощ Архив на оригинала от 2020-10-26 в Wayback Machine.. – В: Сборник доклади от годишна научна конференция на факултет „Национална сигурност и отбрана“ на ВА „Г. С. Раковски“ 2018 г. „Съвременни предизвикателства пред сигурността и отбраната“, с. 13 – 19, ISBN 978-619-7478-05-1.
- Ангелов, Г., Б. Медникаров. Приложение на историческия подход при изследване на националната мощ. – В: сп. „Военен журнал“ 2/2018, с. 9 – 21, ISSN 2534 – 8388.
- Кибер война –аспекти на сигурността при управление на силите и оръжията. – В: сп. „Българска военна мисъл“ 1/2018, ISSN 2603 – 3550.
- Развитие на оперативната структура на НАТО след края на Студената война. – В: сп.„Военен журнал“ 1/2018 г., с. 5 – 14, ISSN 2534 – 8388.
- Angelov, G., Tashkov, D., Enev, E. Training of Trainers at Operational and Strategic Level[неработеща препратка]. In:, International Conference Knowledge Based Organization, 2019,Vol. XXV, No 1, 14 – 19. Sciendo.
- Ангелов, Г., Стойков, М. Всеобхватен подход към стратегическия преглед на сигурността и отбраната на Република България. – В: сп. „Военен журнал“ 4/2019, с. 88 – 93, ISSN 0861 – 7392 (print); ISNN 2534 – 8388 (online).
- Ньойският договор и въздействието му върху националната мощ на България. / The treaty of Neuilly and its impact on the national power of Bulgaria. – В: сп. „Публични политики.bg“. Сигурност – тематичен брой, 11, бр. 2/2020. ISSN 1314 – 2313.
- Ангелов, Г. Монография. Държавност – национална сигурност. Военно издателство, издател, 2020. ISBN 978-954-509-581-8, София, 2020, 128 с.